# Ara glauque
Anodorhynchus glaucus
Espèce
Statut de conservation UICN

CR  : 
En danger critique
Statut CITES
L'Ara glauque (Anodorhynchus glaucus), tout comme l'Ara hyacinthe et l'Ara de Lear, appartient au genre Anodorhynchus.
Cet oiseau mesure environ 72 cm et possède un plumage bleu gris nuancé, de nettes zones de peau nue jaune autour des yeux bruns et à l'attache de la mandibule inférieure du bec, gris noir et puissant. Les pattes sont grisâtres.
Il vit dans une aire couvrant le Paraguay, l'Argentine, l'Uruguay et l'extrême sud-est du Brésil. Devenu rare durant la seconde moitié du XIXe siècle, seules deux observations ont été réalisées durant le siècle suivant. Malgré des recherches dans son aire de répartition et plusieurs rumeurs de son signalement (notamment un botaniste qui effectuait des recherches sur les orchidées aurait observé un groupe de six oiseaux en Argentine en 1997), on le considère comme une espèce disparue.
Le dernier spécimen vivant connu est mort au zoo de Buenos Aires en 1938, mais l'espèce est officiellement classée comme étant en danger critique d'extinction.